# Patricia Barbizet
Pour les articles homonymes, voir Barbizet.
Patricia Barbizet, née Dussart, le 17 avril 1955, est une personnalité française du monde des affaires. Bras droit de l'homme d'affaires et milliardaire François Pinault pendant près de 30 ans, elle a été directrice générale d’Artémis de 1992 à 2017, présidente du conseil de surveillance de Pinault-Printemps-Redoute de 2001 à 2005, vice-présidente du conseil d'administration de Kering de mai 2005 à décembre 2018 et présidente-directrice générale de Christie's de 2014 à 2016. Elle est également membre de plusieurs conseils d'administration de grands groupes français et a été présidente du club Le Siècle. 
Depuis 2018, elle est présidente et actionnaire de la société d'investissement Temaris & Associés.  
En 2016, le Conseil des ministres la nomme présidente du conseil d’administration de l’Établissement public de la Cité de la musique – Philharmonie de Paris.  

## Biographie

### Famille
Fille de l'artiste peintre Monique Cartier et du producteur de films Philippe Dussart, nièce d'une religieuse, elle a trois frères et une sœur, qui travaillent tous dans le domaine du cinéma et du spectacle.

### Formation
Patricia Barbizet suit une scolarité au lycée Marie Laurencin à Saint-Cloud et à Notre-Dame-des-Oiseaux à Paris, puis est diplômée de l'ESCP Europe, en 1976, dans la première promotion mixte, qui compte 25 femmes. Elle envisage des études de droit à Nanterre Université[réf. souhaitée].
En 2022, elle est nommée docteur honoris causa de l'ESCP Europe. 

### Débuts professionnels
Elle débute chez Renault, en tant qu’attachée de direction en 1977, et occupe ensuite les postes de trésorière internationale (de 1979 à 1982) puis de « trésorier groupe » de RVI (Renault véhicules industriels, devenu Renault Trucks) jusqu'en 1984, et enfin directrice financière de Renault crédit international et directrice de Renault acceptance BV de 1984 à 1989.

### Pinault (PPR - Artémis - Kering)
Recommandée par Hervé Guillaume, son supérieur chez RVI, François Pinault lui propose un poste de directeur financier chez Pinault SA, alors que le groupe Pinault, encore spécialisé dans le bois, entre en bourse. Elle accepte sur le conseil de Jean-Louis Borloo. Après des débuts difficiles qui l'amènent à envisager de rejoindre Axa, elle devient directrice générale adjointe chargée des finances et de la communication de Pinault-CFAO (1990). En 1992, elle devient directrice générale d'Artemis, la société de portefeuille patrimoniale de la famille Pinault, créée la même année,. Elle y gère les suites de l'affaire Executive Life. Plaidant coupable, elle est condamnée à 3 millions de dollars d'amende en 2003 et trois ans d'interdiction du territoire américain[réf. nécessaire].
Elle devient présidente du conseil de surveillance de Pinault-Printemps-Redoute, première femme à présider une société du CAC 40 entre 2001 et 2005, poste longtemps occupé par Ambroise Roux. Elle devient vice-présidente du conseil d’administration de PPR (devenu Kering en 2013), second groupe mondial du luxe, lorsque François-Henri Pinault prend les rênes du groupe. Elle devient Chairman de Christie's International PLC en 2002, et directrice générale de la société en commandite Financière Pinault aux côtés de ses gérants, François-Henri Pinault et son père, François Pinault. Elle entretient des relations étroites, avec François Pinault, qualifiées par Alain Minc comme « un duo complet et complexe ».
Le 20 novembre 2008, elle est nommée par le président de la République Nicolas Sarkozy à la tête du comité d'investissement du fonds stratégique d'investissement (FSI, filiale de la Caisse des dépôts et consignations) doté de 20 milliards d’euros. Elle se définit politiquement comme « centriste, pas sectaire » et affirme qu'elle aurait pu accepter cette nomination de la part d'un président de gauche. Elle a refusé plusieurs fois d’être ministre, par crainte d'« une trop forte exposition ».
En décembre 2014, elle est annoncée en remplacement de Steven Murphy comme future PDG de Christie's, en conservant son rôle de présidente de la maison de vente. Le 1er janvier 2017, Guillaume Cerutti lui succède à cette fonction. 
Patricia Barbizet est considérée comme l'une « des femmes d'affaires les plus influentes du monde »,,. Elle a été la présidente du club Le Siècle du 1er janvier 2017 au 1er janvier 2020. Une fois par an, elle organisait également un dîner chez elle, où se pressent personnalités politiques et du monde des affaires.
En janvier 2018, elle quitte ses fonctions au sein du groupe Artémis après 29 ans de collaboration.

### L'après-Pinault
En octobre 2018, elle devient présidente de la société d'investissement Temaris et Associés,.
En novembre 2018, elle prend la présidence du Haut Comité pour le gouvernement d’entreprise (HCGE), une émanation du Medef, comité qui doit veiller au respect du code de bonne conduite des dirigeants d'entreprises françaises, particulièrement sur leur rémunération. 
Le 16 mars 2023, elle est désignée pour succéder à Laurent Burelle à la présidence de l'Association française des entreprises privées (AFEP), à compter du 1er juillet 2023. Elle est la première femme à accéder à cette fonction.

### Autres mandats
- En mai 2023, elle est nommée administratrice de Arcelor Mittal
- En mars 2023, elle est nommée administratrice indépendante de CMA-CGM
- En novembre  2018, elle est nommée administratrice référente de Pernod Ricard ;
- En 2019, elle est nommée administratrice de Colombus Holding ;
- Mélomane avertie[6],[7], elle est présidente de la Cité de la Musique - Philharmonie de Paris[21]  et a été membre du conseil d’administration de l'opéra de Paris de 2012 à 2018[22], puis de nouveau en 2020 ;
- En novembre 2019, elle devient membre du conseil de l'ordre national de la Légion d'honneur.
- elle est membre du Global Advisory Board d'Amundi depuis janvier 2023
- elle est Chairman de l'Advisory Board de Spencer Stuart France

### Anciens mandats
- En avril 2018, elle est nommée présidente du Comité de surveillance des investissements d'avenir / Grand plan d'investissement (SGPI - devenu PIA « France 2030 ») par le Premier ministre Édouard Philippe ; (jusqu'au 1er juillet 2023)
- Présidente du club d'influence Le Siècle (2017 - 2020)
- Membre du conseil d'administration du groupe Total SA de 2008 à 2023 (administratrice référente de décembre 2015 à avril 2020)
- Membre du conseil d'administration d'AXA (2018-2022)[23]
- Membre du comité de surveillance de PSA Peugeot-Citroën (jusqu'en février 2016)
- Membre du conseil d'administration de Fnac, devenue Fnac Darty (1995 - mai 2019)
- Membre du conseil d’administration d'Air France-KLM (2003-2013)
- Membre du conseil d’administration de Bouygues - TF1 (1998-2013)
- Présidente du comité d'investissement du Fonds stratégique d'investissement (FSI) de 2008 à 2013
- Présidente de l'Association française des trésoriers d'entreprise (Afte) de 1989 à 1992
- Présidente-directrice générale de Séfimeg (Société française d’investissements immobiliers et de gestion)
- Membre du Conseil des marchés financiers (CMF) (1996-2002)
- Directrice générale déléguée de Tallandier[24]

## Autres distinctions
- Elle est Young Leader[25] (1994) de la French-American Foundation.
- Depuis 2018, elle participe aux réunions du groupe Bilderberg[26].

## Décorations
- Grand officier de la Légion d'honneur. Elle est nommée chevalier le 31 décembre 1997[27]. Elle est promue officier le 13 juillet 2006[28], puis commandeure le 3 avril 2015[29], puis Grand officier le 31 décembre 2022[30].
- Commandeure de l'ordre national du Mérite. Elle est nommée chevalier le 14 mai 1994[31]. Elle est promue officier le 14 novembre 2001[32], puis commandeure le 14 mai 2010[33].
- Commandeure de l'ordre des Arts et des Lettres, promue le 9 juillet 2013[34].

## Loi Copé-Zimmermann
En référence à la loi Copé-Zimmermann (2011), qui vise à ce que les conseils d'administration des grandes entreprises comptent 40 % de femmes. Elle déclare au magazine L'Express : « En invitant à choisir une personne pour son genre grammatical ou pour le groupe qu'elle est censée représenter, on fait fausse route. Le choix doit être celui de la compétence et de la personnalité ».

## Vie privée
En 1979, elle épouse le banquier Jean Barbizet (ancien patron de Barclays Capital et en 2018, dirigeant de la filiale française de la banque australienne ANZ), avec lequel elle a une fille.

### Interviews
- « Patricia Barbizet : "notre regard va devoir s'élargir et être plus qualitatif " », Actualités, sur latribune.fr, La Tribune, 9 novembre 2009 (consulté le 14 septembre 2012)
- Philippe Delaroche, « Patricia Barbizet, DG d'Artémis "Je crois à l'effet de génération" »(Archive.org • Wikiwix • Archive.is • Google • Que faire ?), Économie, sur lexpansion.lexpress.fr, L'Express, 1er juillet 2010 (consulté le 14 septembre 2012)
- Muriel Jasor, « Patricia Barbizet », Économie et Politique, sur lesechos.fr, Les Échos, 23 août 2012 (consulté le 14 septembre 2012)